# Miruna Coca-Cozma
Miruna Coca-Cozma, née en 1973 à Bucarest, est une journaliste et réalisatrice basée à Genève qui travaille, en 2015, à la Radio télévision suisse.

## Carrière
De 1993 à 1999, elle a été présentatrice à la télévision nationale de Roumanie Antena 1 et TVR. En 2005, elle a animé avec Frédéric Benudis l'émission Toute la nuit ensemble diffusée sur France 5 .
Elle est également l'auteur de Ma gare à moi, chroniques entendues aux éditions d'Autre Part.
Elle est diplômée de la BBC School of Journalism et de l'Académie roumaine de théâtre et film. 

## Filmographie
- Notre École (Scoala Noastra), de Miruna Coca-Cozma et Mona Nicoara (USA/Suisse, 2011, 94 min)[4],[5]
- Omar Porras, sorcier de la scène (Suisse, 2008, 55 min)[6],[7]